# Mythographie

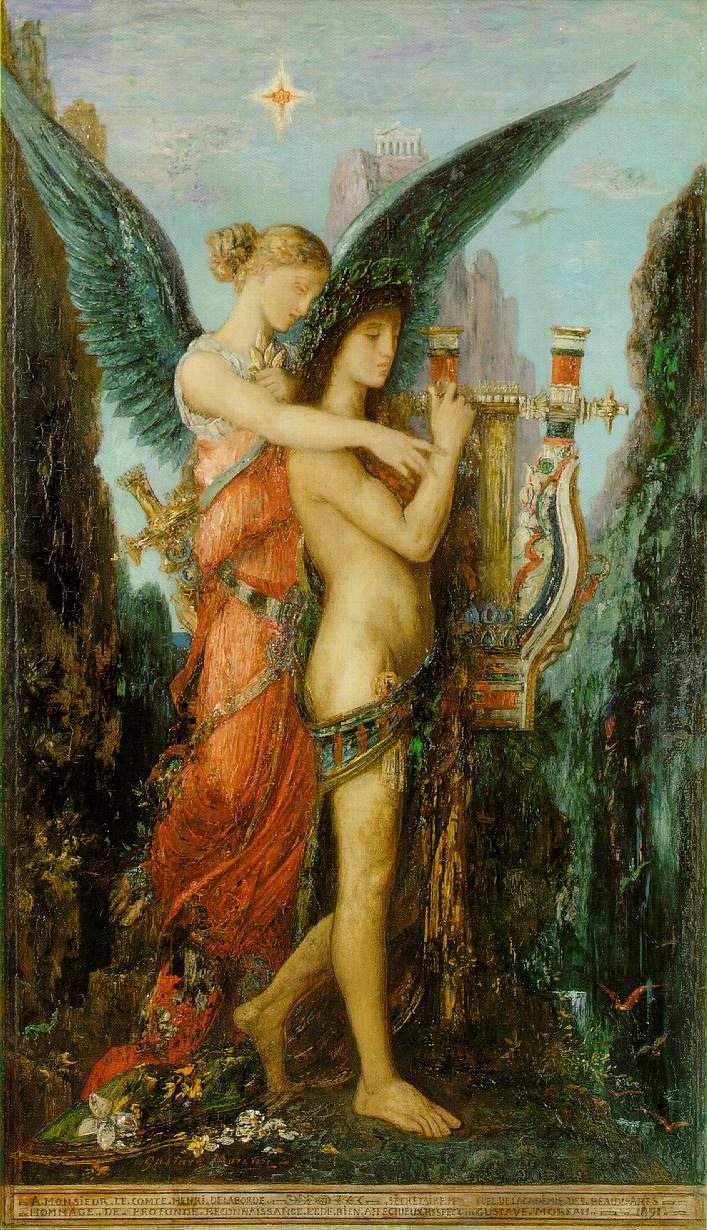
Hesiod und die Muse von Gustave Moreau (1891)

Mythographie ist die wissenschaftlich-philologische Sammlung und Interpretation von Mythen. Die mit dieser Tätigkeit befassten Personen werden als Mythographen bezeichnet.

## Überblick
In den Altertumswissenschaften bezeichnet das Wort Mythographen diejenigen Schriftsteller des Altertums, welche wie Lysimachos, Dionysios Skytobrachion, Asklepiades u. a., seit der alexandrinischen Zeit (ihre Blüte lag im 3. und 2. Jh. v. Chr.) die verschiedenen Sagen und Dichtungen der früheren Zeiten in Prosa bearbeiteten und zusammenstellten.
Auch pflegt man in den Sammlungen der dürftigen Reste dieser Literatur diejenigen Schriftsteller unter diesem Namen zu begreifen, denen es nicht sowohl um die Erzählung der Mythen, als um Deutung derselben zu tun ist. Die erhaltenen Hauptschriften der letzteren Gattung sind das Werk des Cornutus Über das Wesen der Götter und die Homerischen Allegorien des Herakleitos, die eine vorwiegend philosophische Tendenz haben und die Hauptrichtung der allegorischen Mythenerklärung repräsentieren, die physische, welche das Wesen der Götter als Träger der alten Sagen auf die Naturkräfte zurückführt.
Die zweite Richtung der Mythenerklärung, die historische oder pragmatische, ist außer durch die betreffenden Bücher des Diodor namentlich durch die mangelhaft erhaltenen Libri de incredibilibus des Palaiphatos und die des Herakleitos vertreten.
Die wichtigsten Reste der Schriften von eigentlichen griechischen Mythographen sind die Bibliotheke des Apollodor, die nur bei Photios I. im Auszug erhaltenen Narrationes des Konon, die Narrationes amatoriae des Parthenios, die Transformationes des Antoninus Liberalis, die dem Eratosthenes beigelegten Katasterismen.
In den Sammlungen der römischen Mythographi finden sich namentlich die Fabulae des Hyginus, die Mythologiae des Fulgentius, die Narrationes fabularum Ovidiarum (aus Ovid, die früher fälschlicherweise Lutatius Placidus zugeschrieben wurden), das erst im Mittelalter von einem Albericus geschriebene Buch De deorum imaginibus u. a.

## Liste von Mythographen

Die Apotheose des Homer von Dominique Ingres (1827)

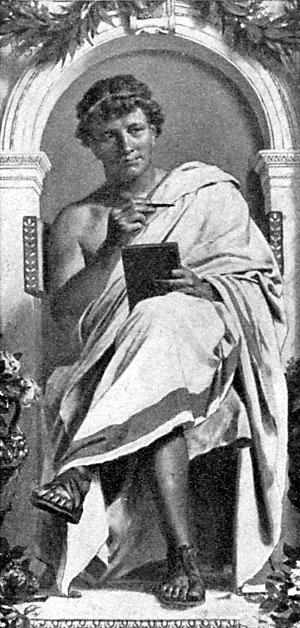
Publius Ovidius Naso (nach einem Gemälde von Anton von Werner)

- Antigonos von Karystos
- Antoninus Liberalis
- Apollodor
- Apollonios von Rhodos
- Aristarchos von Samothrake
- Aristophanes von Byzanz
- Asklepiades von Tragilos
- Boios
- Cicero
- Clemens von Alexandria
- Cornutus
- Deinarchos
- Diodor
- Dionysios Skytobrachion
- Didymos Chalkenteros
- Eratosthenes
- Euhemeros
- Fulgentius
- Glaukos
- Hekataios von Abdera
- Herodoros von Herakleia
- Hesiod
- Hyginus
- Kallimachos
- Konon
- Lactantius Placidus
- Lysimachos
- Nikandros
- Palaiphatos
- Parthenios von Nicaea
- Philochoros
- Philostephanos von Kyrene
- Ptolemaios Chennos
- Theon
- Zenodotos

## Ausgaben
Eine frühe Ausgabe der Mythographi Graeci besorgte Anton Westermann (Braunschweig 1843); die Mythographi Latini gaben Thomas Muncker (2 Bde., Amsterdam 1681) und Augustinus van Staveren (2 Bde., Leiden 1712) heraus, wozu dann noch die Ausgabe der drei Mythographi Vaticani, von denen wenigstens der erste noch dem heidnischen Altertum angehört, durch Angelo Mai (Rom 1831) und Georg Heinrich Bode (Celle 1834) gekommen ist. Neuerdings wurden die ersten beiden Mythographi Vaticani von Péter Kulcsár herausgegeben (Turnholti: Brepols, 1987; Corpvs Christianorvm: Series Latina). Weitere Sammlungen sind die Mythographi graeci I-III edd. Wagner-Sakolowski-Martini-Olivieri-Festa, 1894–1902. Auch in der von Felix Jacoby herausgegebenen Sammlung Fragmente der griechischen Historiker ist mythographisches Material enthalten.